# 1920 au Nouveau-Brunswick
Chronologie du Nouveau-Brunswick
- 1916
- 1917
- 1918
- 1919
- 1920
- 1921
- 1922
- 1923
- 1924

Cette page concerne des événements d'actualité qui se sont produits durant l'année 1920 dans la province canadienne du Nouveau-Brunswick.

## Événements
- 24 avril : création de la Commission d'énergie électrique du Nouveau-Brunswick.
- 20 septembre : Rupert Wilson Wigmore est réélu député de sa circonscription fédérale de Saint-Jean—Albert lors d'une élection partielle organisée.
- 9 octobre : 35e élection générale néo-brunswickoise.

## Naissances
- Molly Lamb Bobak, artiste
- Nérée De Grâce, dessinateur et peintre
- 18 juin : Charles McElman, sénateur
- 3 septembre : Gilbert Finn, lieutenant-gouverneur du Nouveau-Brunswick
- 9 septembre : Claude Léger, député
- 10 décembre : Mathilda Blanchard, syndicaliste

## Décès
- Cyprien Martin, député.
- 19 avril : Alexander Gibson, député.
- 11 juin : Ezekiel McLeod, juge